# Blaszka graniczna tylna rogówki

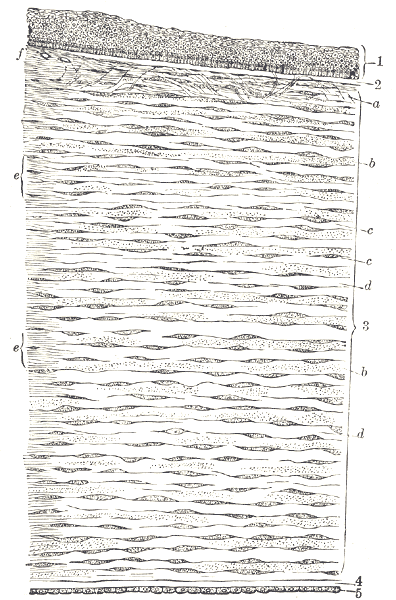
Przekrój ludzkiej rogówki na granicy przejścia w twardówkę.
1. Nabłonek zewnętrzny.
2. Blaszka graniczna przednia rogówki.
3. Istota właściwa rogówki.
a. Ukośne włókna przedniej warstwy istoty właściwej.
b. Błona włókien, które są przecięte w poprzek dając kropkowany obraz.
c. Ciałka rogówkowe (fibrocyty) o kształcie wrzecionowatym w tym przekroju.
d. Błona włókien, które są przecięte podłużnie.
e. Przejście w twardówkę z bardziej wyróżniającym się układem włókien oraz otoczeniem przez grubszy nabłonek.
f. Małe naczynia krwionośne przechodzące blisko brzegu rogówki
4. Blaszka graniczna tylna rogówki.
5. Śródbłonek komory przedniej oka.

Blaszka graniczna tylna rogówki (łac. lamina limitans posterior corneae), blaszka graniczna wewnętrzna rogówki, błona Descemeta – w anatomii oka człowieka cienka, jednolita błonka, luźno przylegająca do istoty właściwej rogówki. Patrząc od zewnątrz jest czwartą powłoką rogówki. Urazy rogówki nie są rzadkie, ale jeśli podczas urazu zostanie uszkodzona blaszka graniczna tylna rogówki, to taki uraz jest nieodwracalny.
Blaszka graniczna tylna rogówki składa się z dwóch warstw:
- warstwy przedniej; o grubości ok. 3 μm, nie zmieniającej się istotnie w trakcie życia człowieka[2];
- warstwy tylnej; o grubości zwiększającej się wraz z wiekiem – od ok. 2 μm w pierwszej dekadzie życia, do ok. 10 μm w dziewiątej dekadzie życia człowieka[2].